# Михраниды
Михраниды — династия правителей Алуанка (Кавказской Албании) конца VI—начала IX вв.. Вероятно, имели парфянское происхождение, однако вскоре были арменизированы. Михраниды носили персидский титул Arrānšāh, что по-армянски звучало Eranšahiʿ или Aṙanšahiʿ. Последний представитель рода был убит в 821—822 году.

## Происхождение

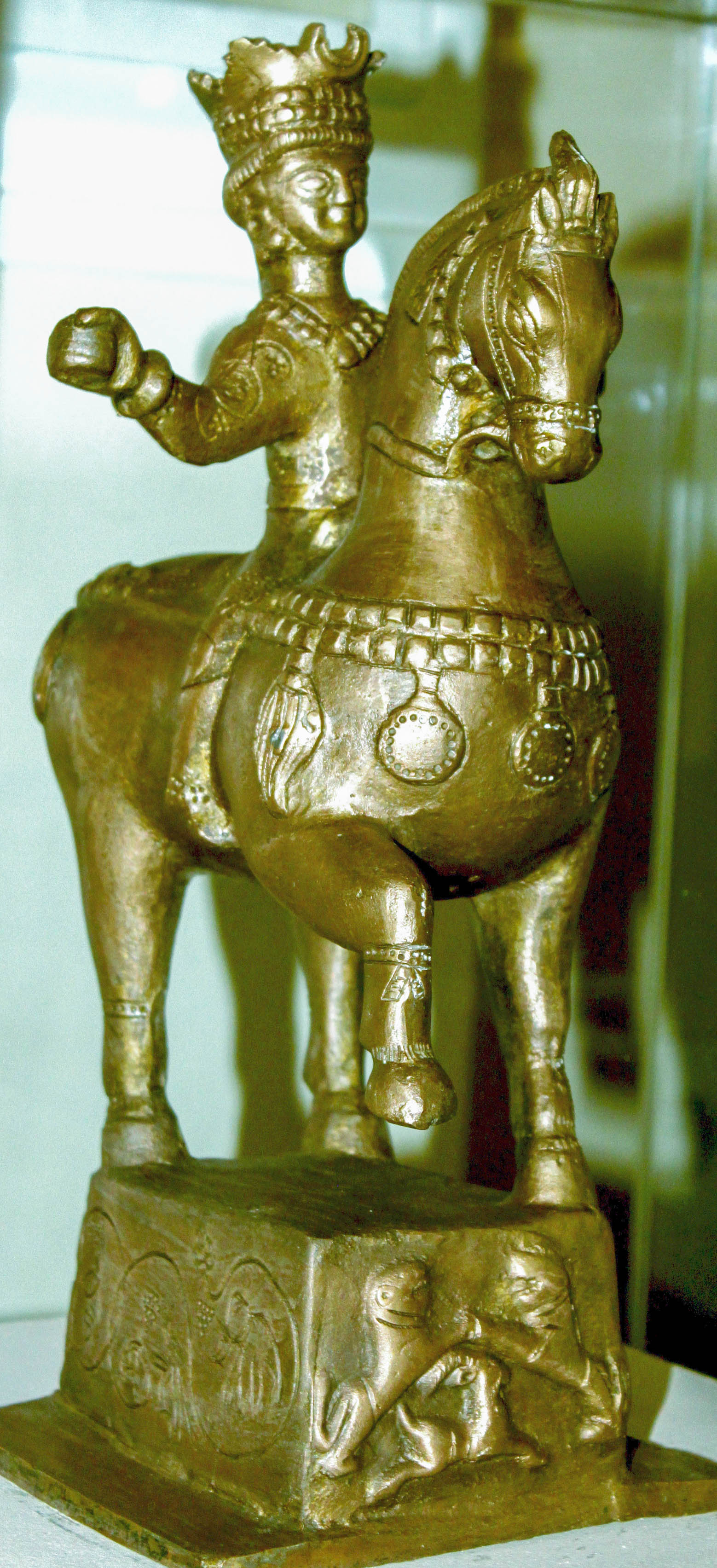
Муляж статуи VII века, предположительно изображающий Джеваншира в Музее истории Азербайджана в Баку (оригинал хранится в Эрмитаже)

Михраниды имели иранское (парфянское) происхождение, и происходили от династии Аршакидов, хотя было мнение, что от Сасанидов. Одной из ветвей Михранидов, в конце VI века, была пожалована область Гардман, где они сменили  старинную армянскую династию этой области. В роли владетелей Гардмана Михраниды на востоке Великой Армении (Утик, в то время входящий в состав Кавказской Албании), в первой трети VII века усилиями великих князей Вараз-Григора и Джеваншира сумели фактически воссоздать Албанское царство после того, как  Албанией более ста лет управляли персидские марзбаны. Согласно рассказу Мовсеса Каганкатваци, родоначальник династии Михран происходил «из племени Арташира» (родоначальника династии Сасанидов); он состоял в каком-то родстве с царём Ормиздом IV и был причастен к перевороту, низвергнувшему этого царя в 590 году. После воцарения в 591 году сына Ормизда Хосрова Парвиза, Михран с родственниками бежал на Кавказ, надеясь перейти к враждебным Ирану хазарам. Однако в области Гардман, в провинции Утик, он получил грамоту от царя, в которой ему обещалось прощение и предлагалось взамен перехода на сторону хазар остаться на той земле, где он находится, и эта земля даровалась ему в наследственное владение. Михран сначала построил себе «город» (укреплённый пункт), названный по его имени Михраван, а затем «с коварной целью» пригласил к себе 12 местных армянских владетелей и перебил их, после чего стал безусловным хозяином области.
Однако утверждения о происхождении династии от Сасанидов ставятся современными учёными под сомнение. Скорее, как считается, Михран происходил из парфянского знатного рода Михранидов, восходившего к Аршакидам; к этому роду принадлежал и Бахрам Чубин, в перевороте которого был замешан Михран.
По мнению Камиллы Тревер, Михраниды были династией не персидского, а местного происхождения. Историк полагает, что предания в рассказе Каганкатваци о возвышении это рода могут быть «отзвуками борьбы между арменизованными албанскими и армянскими феодальными родами». Несмотря на истребление коренных правителей из армянского рода Араншахов, согласно Мовсесу Каганкатваци "…род Михрана породнился сватовством с армянскими мужами, чтобы в результате родства этого совместно властвовать над Восточным краем… ". Согласно Тревер и российскому исследователю Виктору Шнирельману, Михраниды вскоре были арменизованы.

## Князья Кавказской Албании
Вараз-Григор по протекции албанского католикоса Виро был признан царём Хосровом II «господином Гардмана и князем страны Албанской»; таким образом, при нём была фактически восстановлена государственность Кавказской Албании, после более чем столетия управления Албанией персидскими марзпанами. В 628 году он принял от Виро крещение в Ктесифоне и правил Албанией 10 лет, перенеся свою столицу в Барду. Сыновьями его были Вараз-Перож, Джеваншир, Иезут-Хосров, Варазман II. Джеваншир наследовал престол Вараз-Григора; при нём Албания достигла расцвета, но он же был вынужден подчиниться арабам. После убийства Джеваншира князем стал его племянник, сын Варазмана II — Вараз-Трдат. Вараз-Трдат признал себя, вслед за дядей, вассалом Арабского халифата; после его смерти в 706 году, арабы ликвидировали Албанское княжество, а его территория вошла в состав провинции Арминийа Арабского халифата.
Албанский князь Шеро был увезен в Дамаск, где и умер. Однако потомки Михрана оставались местными владетелями на протяжении ещё столетия, до Вараз-Трдата II, сына Степанноса, убитого в 822 году армянским князем Сахлем Смбатяном(Сахл ибн Сунбат ал-Армани) из рода Арраншахов.